# Ronnenberg
Ronnenberg est une ville allemande située en Basse-Saxe, dans la Région de Hanovre.

## Hameaux
- Benthe
- Empelde
- Ihme-Roloven
- Linderte
- Ronnenberg
- Vörie
- Weetzen

## Histoire
Le chercheur en onomastique Jürgen Udolph défend la thèse selon laquelle le nom de la ville de Ronnenberg est d'origine préchrétienne. L'archéologue Tobias Gärtner confirme cette thèse en datant l'implantation d'un village sur place à la fin de l'époque laténienne. Comme il y a eu des découvertes dans la zone des Ronnenberger Beeken avec une large dispersion temporelle allant de la naissance du Christ jusqu'au Moyen Âge, il pourrait y avoir eu une continuité d'habitat de 2000 ans.
Les premiers témoignages écrits remontent au IXe siècle et concernent Empelde. Dans le Westfälisches Urkundenbuch, Ronnenberg est mentionné pour la première fois en 1073 sous le nom de Runiberc. En 1121, il est désigné comme Runeberchen. Le quartier de Ronnenberg, qui a donné son nom à la ville, a également acquis de l'importance à cette époque en tant que centre religieux et lieu de justice. L'église Saint-Michel a été construite au XIIe siècle, sur son mur extérieur a été intégré le portail de l'ancienne chapelle de Boniface avec des éléments de style mérovingien et lombard, attesté en 1078. En 1466, Ronnenberg devint le siège du tribunal régional le plus élevé du pays de Calenberg. 
Avec la Réforme, la foi protestante s'est établie dans le pays de Calenberg. Le réformateur Anton Corvinus et d'autres hommes organisèrent l'église, l'école et la justice dans le sens évangélique-luthérien. Corvin fut chargé de la fonction de surintendant avec siège à Pattensen. En 1543, une visite complète de l'église eut lieu à Ronnenberg. En 1589, le district ecclésiastique évangélique luthérien de Ronnenberg fut créé. Depuis lors, Ronnenberg est le siège de la surintendance de Ronnenberg, qui existe toujours.
À l'époque napoléonienne, Ronnenberg passa sous administration militaire française et en 1810, elle fut rattachée au nouveau royaume de Westphalie. En 1814, elle fut rattachée au nouveau royaume de Hanovre et, à partir de 1866, à la Prusse. C'est à cette époque que les réformes agraires et une nouvelle législation sur l'artisanat ont jeté les bases d'un essor économique fulgurant. Presque en même temps que le raccordement à la ligne ferroviaire Hanovre-Altenbeken de 1872, l'industrialisation commença avec la production de sucre et l'exploitation de mines de potasse.
Contrairement à une grande partie de l'Empire allemand, le Calenberger Land n'a guère été touché par les troubles politiques et sociaux après l'effondrement de l'Empire en 1918. Ce n'est qu'après la réforme monétaire de la seconde moitié des années 1920 que la situation s'améliora à nouveau progressivement pour la population. La part de la population employée dans l'agriculture diminua constamment, mais davantage d'entreprises artisanales et commerciales s'installèrent.
En 1929, les armoiries de la famille ministérielle de Ronnenberg ont été désignées comme armoiries officielles de la commune de Ronnenberg.
À l'époque du national-socialisme, à partir de 1933, Ronnenberg a été marquée par la dictature nationale-socialiste. Entre 1937 et 1939, 25 personnes, et donc l'ensemble de la communauté synagogale de Ronnenberg, ont été expulsées. Trois des personnes expulsées sont mortes dans l'holocauste. Les autres ont pu se réfugier en Suisse, en France, aux États-Unis ainsi qu'au Brésil et en Uruguay. 25 Stolpersteine ont été posées en leur honneur à Ronnenberg en 2005 et 2019. Le cimetière juif de Ronnenberg a été occupé entre 1846 et 1933. En 2001 et 2019, trois tombes symboliques y ont été érigées. Pendant la Seconde Guerre mondiale, à partir de 1942, Empelde fut plus fortement touchée par les attaques aériennes que les autres localités appartenant à l'actuelle Ronnenberg, en raison de sa proximité avec Hanovre et l'usine de munitions Dynamit Nobel AG. Dans la nuit du 8 au 9 avril 1945, lors de sa libération par les Américains, Weetzen subit pendant deux heures de violents tirs d'obus allemands.
Après la Seconde Guerre mondiale, la population a augmenté en raison des personnes déplacées. Le recensement de 1950 dans le district de Hanovre indique qu'environ 40 % de la population de l'ensemble des sept quartiers qui font aujourd'hui partie de la ville de Ronnenberg était composée de personnes déplacées et d'immigrés. Le plus grand camp de réfugiés pour les personnes déplacées de l'Est dans le district de Hanovre a été créé à Empelde. L'arrivée de personnes évacuées, de réfugiés et de personnes déplacées a également déterminé de manière décisive le développement de Ronnenberg. Après la guerre, le nombre d'habitants a presque partout doublé. Les personnes déplacées, qui sont surtout restées dans les quartiers de Ronnenberg, Empelde et Weetzen, ont marqué la vie de ces localités dans les années qui ont suivi.
La fusion de Ronnenberg et des communes environnantes de Benthe, Empelde, Linderte, Vörie et Weetzen a donné naissance à la nouvelle commune de Ronnenberg le 1er juillet 1969[11]. Le 1er mars 1974, Ihme-Roloven lui a été rattachée. Le 12 décembre 1975, la nouvelle commune de Ronnenberg obtint le statut de ville.
Jusqu'au 31 décembre 2004, Ronnenberg faisait partie de l'ancienne circonscription administrative de Hanovre. Depuis, Ronnenberg fait partie de la région de Hanovre.

## Jumelages

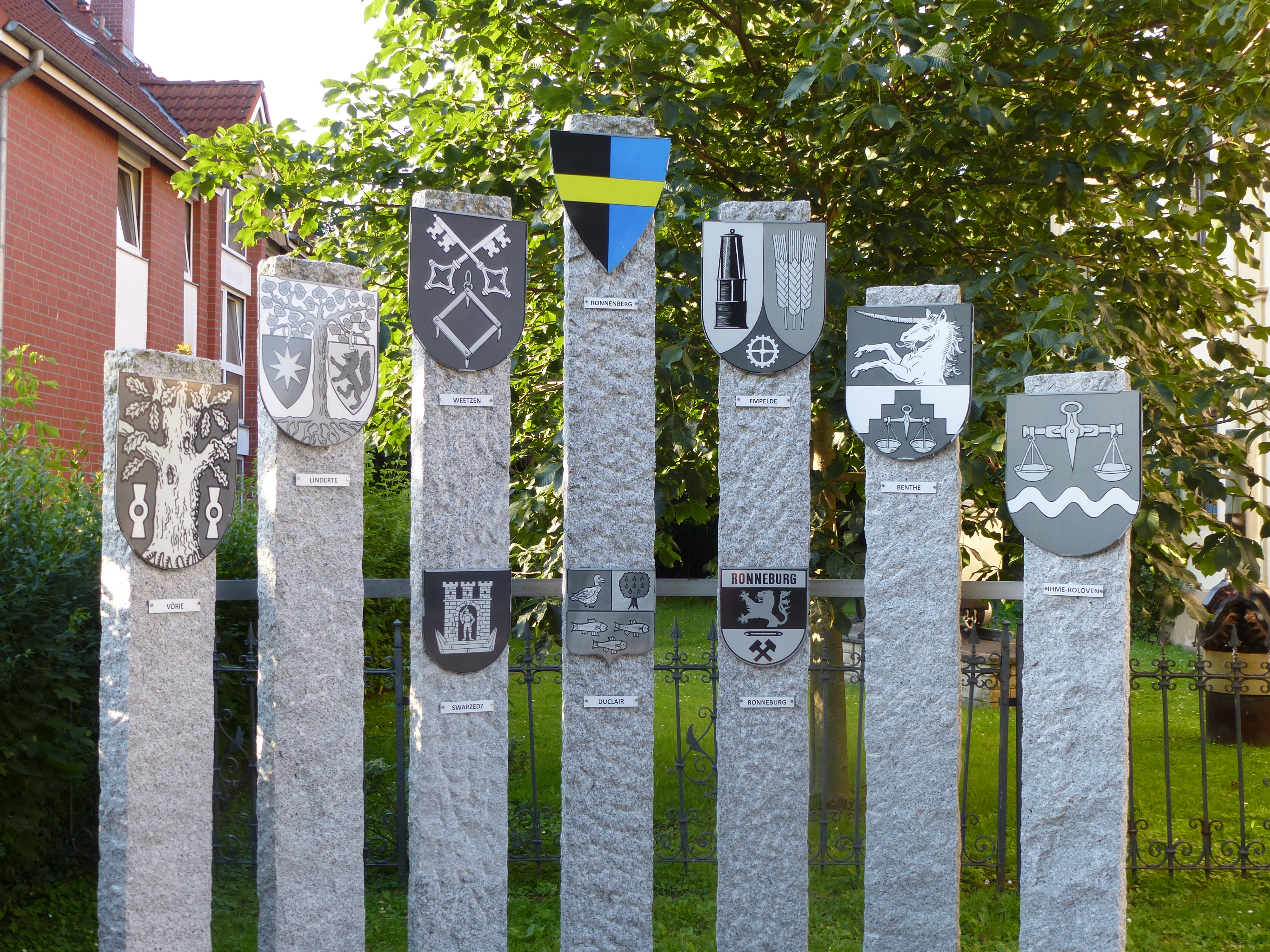
Les armoiries des 7 quartiers de Ronnenberg avec les armoiries des villes jumelées.

- Duclair (France) depuis 1968
- Swarzędz (Pologne) depuis 1991
- Ronneburg (Thuringe) (Allemagne) depuis 1991